# الهدف القادم يفوز
الهدف القادم يفوز (بالإنجليزية: Next Goal Wins )‏ هو فيلم كوميدي دراما رياضي من إخراج تايكا وايتيتي وبطولة مايكل فاسبندر، إليزابيث موس وفرانكي آدامز.